# Dünenwälder östlich von Ahlbeck (Usedom)
Dünenwälder östlich von Ahlbeck (Usedom) este o arie protejată (arie specială de conservare — SAC, sit de importanță comunitară — SCI) din Germania întinsă pe o suprafață de 112 ha, integral pe uscat.

## Localizare
Centrul sitului Dünenwälder östlich von Ahlbeck (Usedom) este situat la coordonatele 53°55′43″N 14°12′41″E / 53.9286°N 14.2114°E.

## Înființare
Situl Dünenwälder östlich von Ahlbeck (Usedom) a fost declarat sit de importanță comunitară în aprilie 2004 pentru a proteja un număr necunoscut de specii din flora spontană și fauna sălbatică aflate în arealul zonei. Situl a fost protejat și ca arie specială de conservare în august 2016.

## Biodiversitate
Situată în ecoregiunea continentală, aria protejată conține 3 habitate naturale: Dune mobile de-a lungul țărmului cu Ammophila arenaria („dune albe”), Dune de coastă fixe cu vegetație erbacee („dune gri”), Dune împădurite din regiunile atlantică, continentală și boreală.
La baza desemnării sitului se află un număr nedeclarat de specii protejate: